# Катвейк-ан-ден-Рейн
Катвейк-ан-ден-Рейн (нід. Katwijk aan den Rijn) — місто в нідерландській провінції Південна Голландія. Входить до муніципалітету Катвейк.
Його площа становить 2,19 км², а населення станом на 2021 рік складало 11 460 осіб.

## Галерея

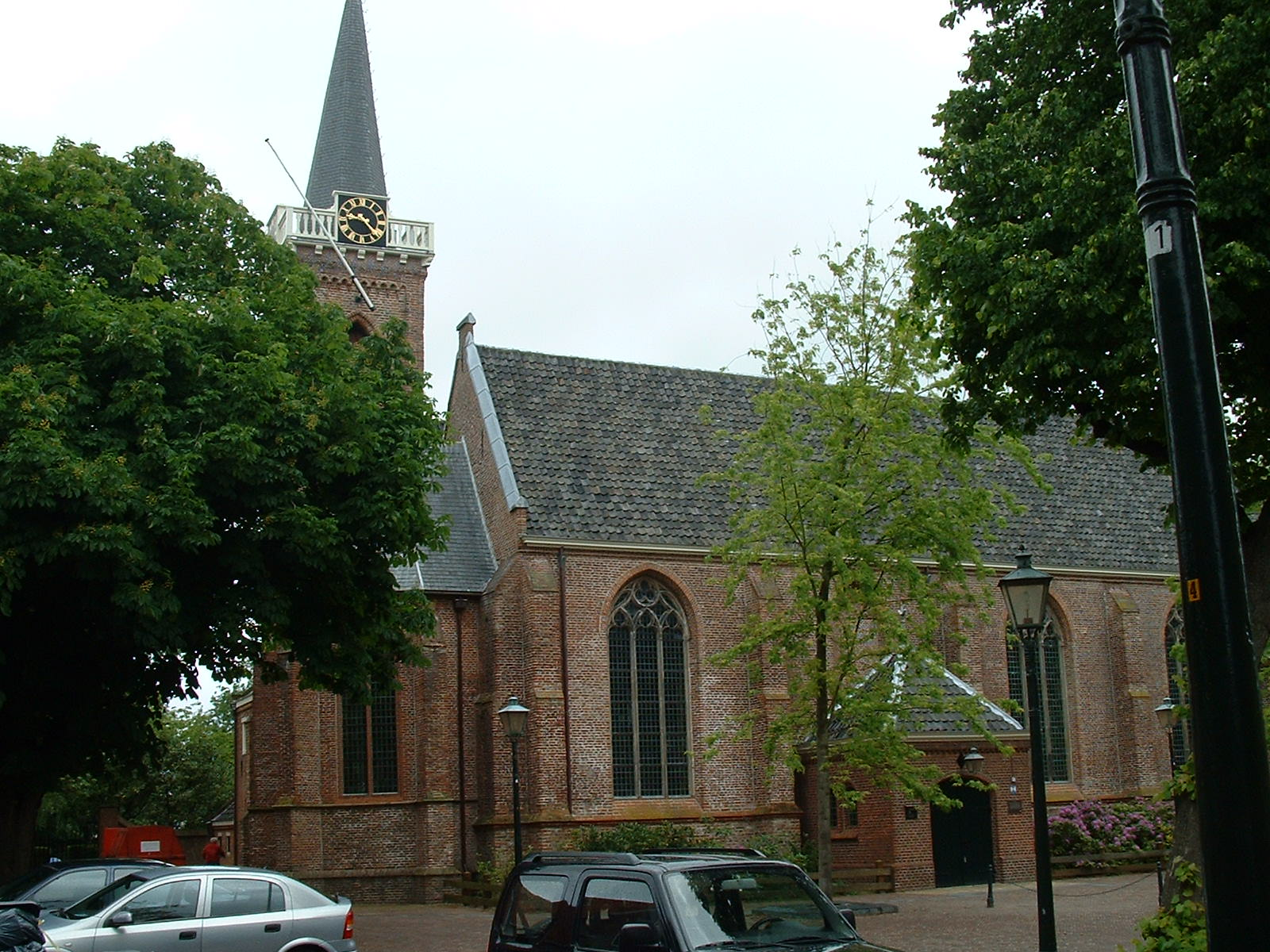
Церква у місті
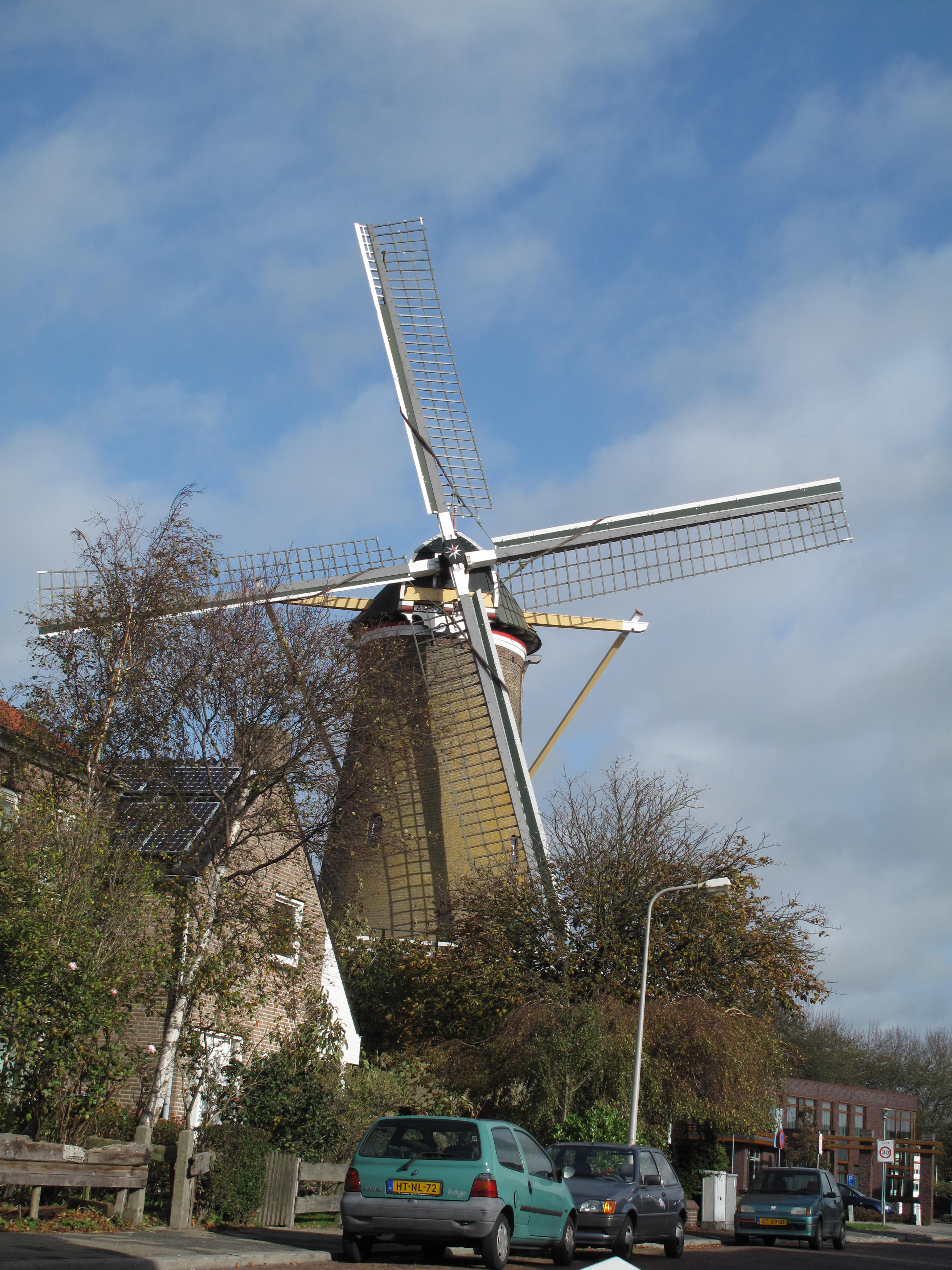
Вітряк de Geregtigheid
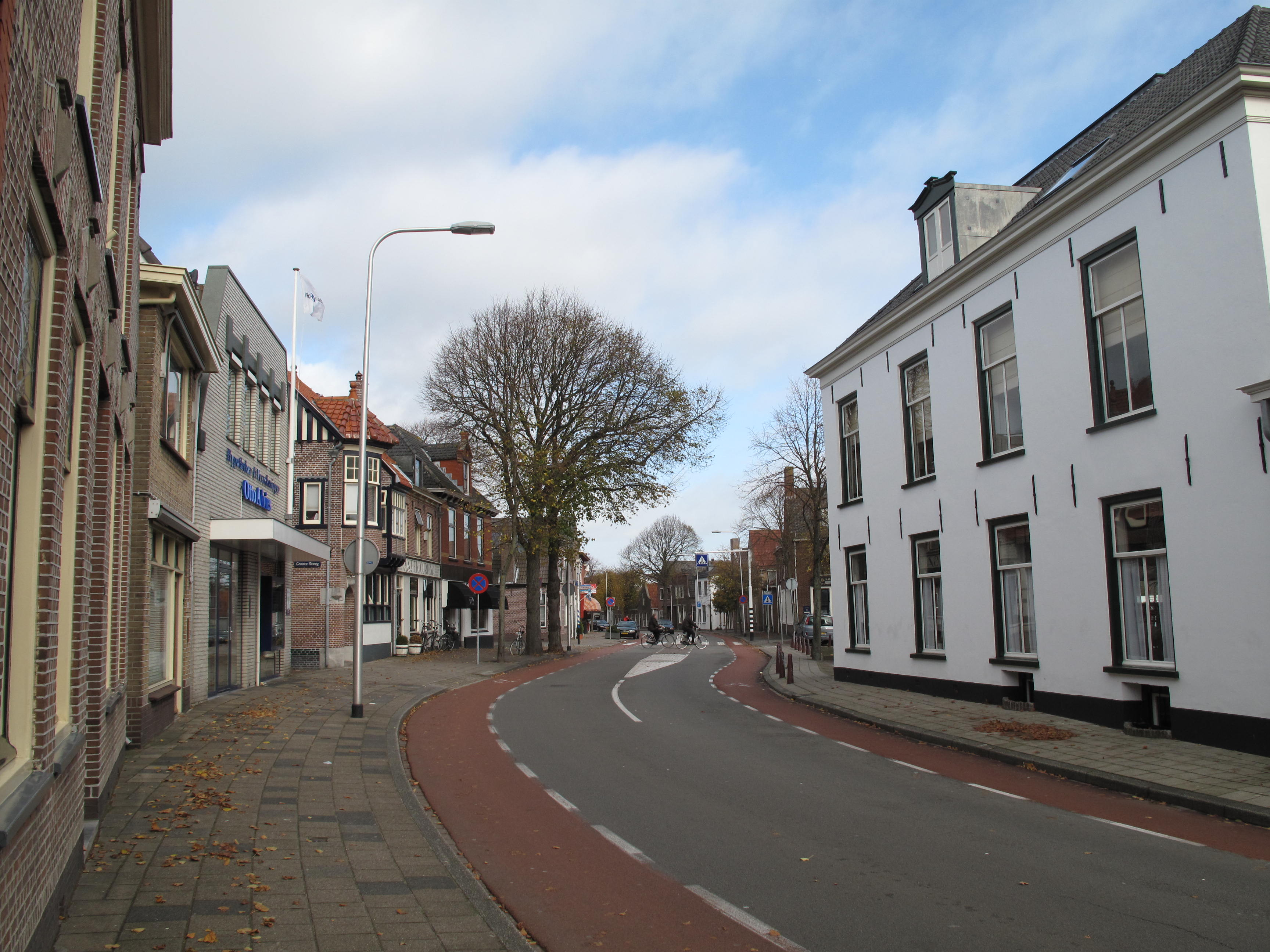
Вулиця Rijnstraat
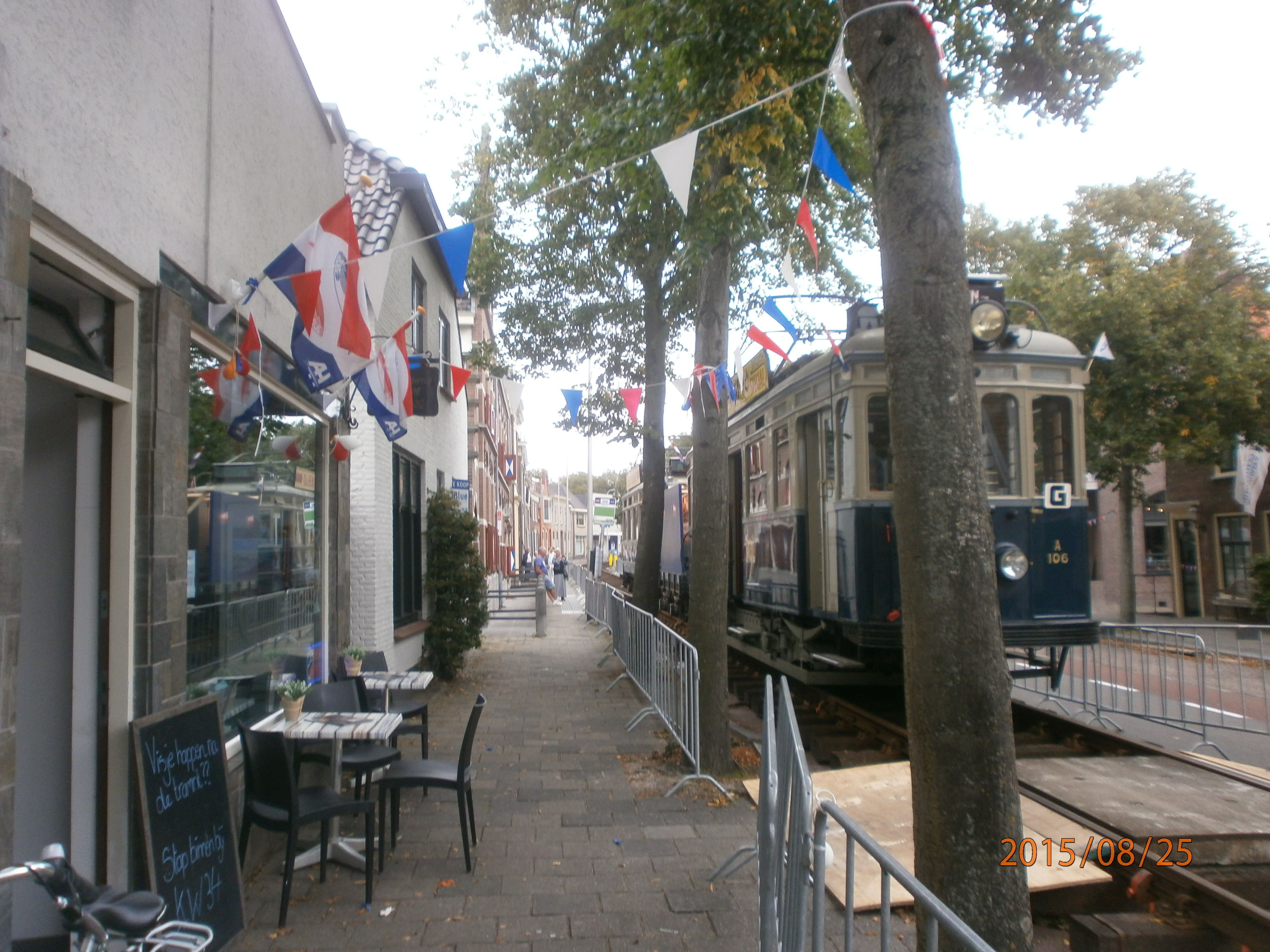
Фестиваль у місті